# John Miceli
John Miceli (Long Island, 29 maggio 1961) è un batterista statunitense.
È stato membro dei Blue Öyster Cult e dei Rainbow, pur senza incidere alcun album. È famoso per la lunga collaborazione con Meat Loaf, con cui ha inciso numerosi album.

## Discografia

### Con Meat Loaf

#### Album studio
- 1995 - "Welcome to the Neighborhood"
- 2003 - "Couldn't Have Said It Better"
- 2004 - "Bat Out Of Hell: Live with the Melbourne Symphony Orchestra"
- 2006 - "Bat Out of Hell III: The Monster Is Loose"

#### Live
- 1996 - "Live Around the World"
- 1999 - "VH1: Storytellers"
- 2008 - "3 Bats Live"

### Con The Good Rats
- 1996 - "Tasty Seconds"